# Severodvinsk
Severodvinsk (Северодвинск; do roku 1938 Sudostroj /Судострой; v letech 1938–57 Molotovsk /Молотовск) je přístav, který se nachází na severu evropské části Ruska v ústí řeky Severní Dviny do Dvinského zálivu Bílého moře. Žije zde 156 056 obyvatel (2023). Město je známo svými loděnicemi.
Severodvinsk je druhým největším městem Archangelské oblasti. Leží v deltě Severní Dviny přibližně 35 kilometrů západně od Archangelska a 650 km severně od Moskvy.

## Námořní základna
V Severodvinsku se nachází Bělomořská námořní základna, která existuje již od Velké vlastenecké války a je součástí ruské Severní flotily.
Část námořní základny se nachází hlavně v Severodvinsku, kde jsou soustředěny největší podniky na výstavbu a opravu lodí - OJSC Sevmaš a Středisko lodí Zvězdočka.
V Bílém moři se pravidelně testují nejnovější námořní zbraně, včetně strategických.

## Partnerská města
- Brjansk, Rusko (2003)
- Feodosija, Ukrajina (2008)
- Jaroslavl, Rusko (2002)
- Kaliningrad, Rusko (2010)
- Kotlas, Rusko (2001)
- Kursk, Rusko (2001)
- Mazyr, Bělorusko
- Mirnyj, Rusko (2010)
- Ňandoma, Rusko (2010)
- Portsmouth (New Hampshire) (Spojené státy americké) 1995
- Pskov, Rusko (2014)
- Sevastopol, Osmanská říše (2015)
- Tiraspol, Moldavsko (2003)
- Vladikavkaz, Rusko (2009)
- Vologda, Rusko (2008)
- Zelenodolsk, Rusko (2011)